# Loch Uisg
Loch Uisg är en sjö i Storbritannien.   Den ligger i kommunen Argyll and Bute och riksdelen Skottland, i den nordvästra delen av landet, 600 km nordväst om huvudstaden London. Loch Uisg ligger 235 meter över havet. Den ligger på ön Inner Hebrides.Trakten runt Loch Uisg består i huvudsak av gräsmarker.